# Arnoglossus boops
Arnoglossus boops es una especie de pez de la familia Bothidae en el orden de los Pleuronectiformes.

## Distribución geográfica
Se encuentra en las  costas de Nueva Zelanda.